# Quentin Jauregui
Quentin Jauregui (Cambrai, 22 april 1994) is een Frans wielrenner en voormalig veldrijder .
In zijn jeugd combineerde Jauregui het veldrijden en het wegwielrennen. Zo werd hij begin 2012 Frans juniorenkampioen veldrijden. De twee voorgaande jaren was hij tijdens het EK veldrijden voor junioren respectievelijk derde en tweede geworden. Nog in 2012 stond hij ook als derde op het podium van de wereldkampioenschappen. Dat de jonge Jauregui ook op de weg veel talent had bewees hij in 2012 door zich in zowel Luik-La Gleize als in GP Général Patton van voren te laten zien. 
Vanaf half mei 2013 tekende hij een contract bij BKCP-Powerplus. Nadat hij op de weg goed presteerde werd hij samen met Nikodemus Holler en Michael Olsson per 1 augustus gecontracteerd als stagiair bij Argos-Shimano. Dit beviel hem zo dat hij besliste zich voortaan op het wegwielrennen toe te leggen. Hij verbrak zijn contract bij BKCP-Powerplus, en tekende een contract bij Roubaix Lille Métropole.
Bij Roubaix Lille Métropole reed de 20-jarige Jauregui een goed seizoen. Met winst in de eerste rit van de Ronde van Rhône-Alpes Isère en ereplaatsen in de Polynormande en de Ronde van de Toekomst wist hij AG2R La Mondiale te overtuigen. Bij deze World Tour ploeg tekende hij een contract twee seizoenen.

## Palmares

### Overwinningen
2012
1e etappe GP Général Patton
Eind- en puntenklassement GP Général Patton
2e etappe deel A en 3e etappe Luik-La Gleize
2014
1e etappe Ronde van Rhône-Alpes Isère
2015
Ronde van de Somme
2016
Bergklassement Route du Sud
2022
1e etappe Alpes Isère Tour

### Resultaten in voornaamste wedstrijden
| Jaar | Ronde van Italië | Ronde van Frankrijk | Ronde van Spanje |
| ---- | ---------------- | ------------------- | ---------------- |
| 2015 |                  |                     |                  |
| 2016 |                  |                     | 95e              |
| 2017 | 90e              |                     |                  |
| 2018 | 48e              |                     |                  |
| 2019 |                  |                     | 81e              |
| 2020 |                  |                     | opgave           |
| 2021 |                  |                     |                  |
| 2022 |                  |                     |                  |

| Jaar | Milaan-San Remo | Ronde van Vlaanderen | Parijs-Roubaix | Amstel Gold Race | Luik-Bast.‑Luik | Gent-Wevelgem | Parijs-Tours | Waalse Pijl |  | Wereldranglijsten |
| ---- | --------------- | -------------------- | -------------- | ---------------- | --------------- | ------------- | ------------ | ----------- |  | ----------------- |
| 2015 |                 | opgave               | 123e           |                  |                 | opgave        |              |             |  |                   |
| 2016 |                 |                      |                |                  |                 | opgave        | 119e         |             |  |                   |
| 2017 | 99e             |                      |                | opgave           | 147e            |               |              |             |  | 241e (UWT)        |
| 2018 |                 |                      |                |                  |                 |               |              |             |  |                   |
| 2019 |                 |                      |                |                  |                 |               |              |             |  |                   |
| 2020 |                 |                      |                |                  | 48e             |               | 55e          | 92e         |  |                   |
| 2021 |                 |                      | opgave         |                  |                 |               |              |             |  |                   |
| 2022 |                 | 80e                  | opgave         | 104e             |                 | opgave        |              |             |  |                   |

## Ploegen
2013 –  BKCP-Powerplus (vanaf 20 mei)
2013 –  Team Argos-Shimano (stagiair vanaf 1 augustus)
2014 –  Roubaix Lille Métropole
2015 –  AG2R La Mondiale
2016 –  AG2R La Mondiale
2017 –  AG2R La Mondiale
2018 –  AG2R La Mondiale
2019 –  AG2R La Mondiale
2020 –  AG2R La Mondiale
2021 –  B&B Hotels p/b KTM
2022 –  B&B Hotels-KTM
2023 –  Dunkerque Grand Littoral